# Wojna prusko-austriacka

Walczące strony:
Ciemnoniebieska: Prusy
Jasnoniebieska: Sprzymierzeńcy Prus
Czerwona: Austria
Różowa: Sprzymierzeńcy Austrii
Zielona: Neutralni
Żółta: Szlezwik-Holsztyn

Wojna prusko-austriacka (niem. Deutscher Krieg, Preußisch-Deutscher Krieg, czes. Prusko-rakouská válka) – konflikt zbrojny pomiędzy Królestwem Prus, Królestwem Włoch i kilkoma państwami-członkami Związku Niemieckiego, a Cesarstwem Austriackim, Saksonią, Królestwem Hanoweru, Królestwem Bawarii oraz kilkoma państwami-członkami Związku Niemieckiego, w dniach od 16 czerwca do 23 sierpnia 1866.

## Podłoże
Między Prusami a Austrią od dawna trwała rywalizacja o przewodnictwo w utworzonym w 1815 r. Związku Niemieckim. Od władców obu państw oczekiwano, że przeprowadzą polityczną unifikację Niemiec i przekształcą Związek w federacyjne państwo ogólnoniemieckie. O ile większość władców niemieckich i arystokracja feudalna tradycyjnie popierały Habsburgów, depozytariuszy tradycji Świętego Cesarstwa Rzymskiego, o tyle niemiecka burżuazja i intelektualiści wiązali swe nadzieje z Hohenzollernami i rządem pruskim, bardziej dynamicznym od austriackiego. Od 1834 większość państw niemieckich łączył także Niemiecki Związek Celny, zorganizowany przez Prusy, który zapewniał sprawniejszą współpracę gospodarczą i stanowił pruską przeciwwagę dla wpływów austriackich. Od 1862 funkcję premiera Królestwa Prus pełnił Otto von Bismarck, otwarcie kontestujący dominację austriacką i konsekwentnie dążący do zjednoczenia Niemiec pod przewodnictwem pruskim. Po wojnie z Danią (1864 r.), Cesarstwo Austrii zyskało oddalone od jej granic Księstwo Holsztynu, natomiast Prusy Księstwo Szlezwiku. Spowodowało to konflikt, który wykorzystał Otto von Bismarck i w 1866 r. rozpoczął działania wojenne (choć pierwszy krok należał do Austrii, bo na jej żądanie Bundestag – powołując się na artykuł 19. Aktu Związkowego Kongresu Wiedeńskiego o „ochronie wewnętrznego bezpieczeństwa Niemiec i zagrożonych praw jego członków” – uchwalił 11 kwietnia 1866 r. mobilizację związkowych sił zbrojnych, oczywiście poza oddziałami pruskimi). Z uwagi na ten akt – formalnie i w znacznym stopniu faktycznie – była to wojna prusko-niemiecka, jednakże jej główną treścią była rywalizacja pomiędzy dwiema głównymi potęgami, stąd tradycyjna nazwa konfliktu w historiografii. Wcześniej, dzięki działaniom dyplomacji, Bismarck zapewnił sobie neutralność Rosji i Francji oraz wsparcie Włoch, którym obiecał pomoc w uzyskaniu należącej do Austriaków Wenecji.

## Działania wojenne
Wojnę rozpoczęły działania pruskie przeciwko kontyngentom wojskowym kolejnych państw Związku Niemieckiego. Siły austriackie podzielone były na dwie armie – Północną, dowodzoną przez generała dywizji Ludwiga von Benedeka i Południową, dowodzoną przez marszałka Albrechta Habsburga.
Na początku czerwca 1866 wojska pruskie wkroczyły do administrowanego przez Austrię Holsztyna. W następnej kolejności na froncie południowym wojska sprzymierzonych z Prusami, świeżo zjednoczonych Włoch doznały porażki w bitwie pod Custozą 24 czerwca.
Główne i decydujące działania prowadzone były jednak przez armie pruskie w należących wówczas do Austrii Czechach. Siły pruskie, rozlokowane między Jelenią Górą a Nysą, składały się z I, V i VI armii, w sumie liczących 115 tys. ludzi, w tym 10 tys. kawalerzystów i 352 dział. Głównodowodzącym był książę Fryderyk Hohenzollern, a szefem sztabu generał major Leonhard von Blumenthal. Wojska pruskie wkroczyły do Czech przez przełęcze sudeckie, kilkoma kolumnami. Po drodze doszło do kilku potyczek, w których Austriacy odnieśli zwycięstwo w bitwie pod Trutnovem. Do decydującej bitwy doszło 3 lipca pod Sadową w pobliżu Hradca Králové (znana też jako bitwa pod Königgrätz – Prusacy nacierali spod wsi Sadova przez nurt Bystrzycy, Austriacy oparli swoje ugrupowanie o linię następnej rzeki – Łaby i stojącą nad nią fortecę Königgrätz), w Czechach. Wojska austriackie, pod wodzą generała Ludwiga von Benedeka, zostały rozbite przez Prusaków.
W schyłkowej fazie konfliktu doszło jeszcze 20 lipca do morskiej bitwy pod Lissą, w której flota austriacka zwyciężyła flotę włoską. Nie miało to jednak większego znaczenia, bo 24 lipca cesarz Franciszek Józef I skapitulował.

## Kampania nad Menem
W dniach od 1 lipca do 26 lipca 1866 r. toczyła się także kampania nad Menem, pomiędzy Prusami a wspomaganymi przez Austrię królestwami i księstwami południowo-niemieckimi, jak: Bawaria, Wirtembergia, Badenia, Hesja, Nassau, Hesja-Kassel, która była ostatnią kampanią toczoną w ramach wojny austriacko-pruskiej.

## Zakończenie wojny
Wojna zakończyła się pokojem w Pradze podpisanym 23 sierpnia 1866, który obowiązywał Prusy i Austrię. 10 października 1866 zawarty został układ pokojowy pomiędzy Włochami a Austrią. Na jego mocy Prusy przejęły Holsztyn wraz z ostatecznym włączeniem Szlezwiku, który od 1864 znajdował się pod administracją pruską. Ponadto Prusy anektowały niektóre państwa niemieckie, które wystąpiły przeciwko nim. Były to: Królestwo Hanoweru, Księstwo Nassau, Elektorat Hesji i Wolne Miasto Frankfurt. W wyniku tych zmian granic terytorium państwa pruskiego stanowiło teraz zwartą, geograficzną całość. Wbrew sugestiom króla Wilhelma I Hohenzollerna i pruskiej generalicji, Bismarck zrezygnował z odbierania Austrii terytoriów takich jak Czechy lub Austria właściwa i z ewentualnej aneksji Saksonii. Uznał, że w przyszłości Austria może stać się sojusznikiem zjednoczonych pod pruskim przewodnictwem Niemiec. Ponadto dzięki staraniom Bismarcka, sojusznicze Włochy uzyskały Wenecję. Najważniejszym skutkiem wojny było jednak wycofanie się Austrii z polityki niemieckiej (rozwiązanie Związku Niemieckiego i utworzenie Związku Północnoniemieckiego, oba wydarzenia w 1866 r.), co umożliwiło w 1871 r. zakończenie jednoczenia Niemiec pod przewodnictwem Królestwa Prus i powołanie Cesarstwa Niemieckiego.
Szczegółowe kalendarium bitew:
- bitwa pod Custozą (24 czerwca 1866)
- bitwa pod Podolem (26 czerwca 1866)
- bitwa pod Náchodem (27 czerwca 1866)
- bitwa pod Trutnovem (27 czerwca 1866)
- bitwa pod Langensalza (27 czerwca 1866)
- bitwa pod Mnichovym Hradištěm (28 czerwca 1866)
- bitwa pod Burkatowem (28 czerwca 1866)
- bitwa pod Skalicą (28 czerwca 1866)
- Bitwa pod Jiczynem (29 czerwca 1866)
- bitwa pod Sadową (3 lipca 1866)
- bitwa pod Lissą (20 lipca 1866)